# 櫻日和
《櫻日和》是日本創作歌手星村麻衣的第10張（從出道之前算起第11張）單曲。2007年3月7日由SME Records發售。

## 解説
自前作「Merry Go Round」推出以來經過了1年零2個月，這是星村麻衣從Sony Music Associated Records轉到SME Records之後推出的第一張單曲。此外，這是星村自單曲發行後推出的第五部作品（以星村麻衣的名義）。
在Oricon單週單曲排行榜上最高順位為20位。這也是星村麻衣的作品之中首張進入TOP20的單曲。

## 收錄曲
1. 櫻日和
作詞・作曲：星村麻衣、編曲：Falsetto de Es
東京電視台動畫「BLEACH」的片尾曲。
2. Wonder Land
作詞・作曲：星村麻衣、編曲：本間昭光
3. 夜月
作詞・作曲・編曲：星村麻衣
4. 櫻日和（Instrumental）